# 앤 쿠삭
앤 큐잭(Ann Cusack, 1961년 5월 22일 ~ )은 미국의 배우이다. 배우 존 큐잭의 친누나이다. 버클리 음악 대학 출신이다. 《스티그마타》(1999), 《합격!》(2006) 등의 영화에 출연하였고 텔레비전 시리즈 배우로 활동 중이다.

## 출연 작품

### 영화
- 그들만의 리그 (1992)
- 멀티플리시티 (1996)
- 스티그마타 (1999)
- 합격! (2006)
- 인포먼트 (2009)

### 텔레비전
- 앨리의 사랑 만들기 (2001)
- 프레이저 (2003)
- 원 트리 힐 (2004)
- 참드 (2004, 2005)
- 본즈 (2006)
- 고스트 위스퍼러 (2006)
- 그레이 아나토미 (2006)
- 보스턴 리걸 (2007)
- 더 유닛 (2008-09)
- 프라이빗 프랙티스 (2009-11)
- 크리미널 마인드 (2010)
- 스캔들 (2012)
- 파고 (2015)
- 베터 콜 사울 (2016-18)
- 더 보이즈 (2019-현재)
- 굿 닥터 (2021)